# OMG (bài hát của Usher)
"OMG" là ca khúc của ca sĩ người Mỹ, Usher. Bài hát hợp tác với rapper will.i.am, sử dụng hiệu ứng auto-tune ở một số đoạn. Ca khúc do will.i.am sản xuất và do Usher cùng will.i.am sáng tác. Đây là đĩa đơn quốc tế đầu tiên từ album phòng thu thứ sáu của anh, Raymond v. Raymond, và là đĩa đơn thứ ba từ album này.

## Danh sách ca khúc
- Đĩa đơn CD ở Đức[1]

1. "OMG" (có sự tham gia của will.i.am) – 4:28
2. "Papers" - 4:20

- OMG - The Remixes[2]

1. "OMG" (Almighty Mix)		6:35
2. "OMG" (Riva Starr Remix)	6:49
3. "OMG" (Ripper Dirty Club Mix)	7:48
4. "OMG" (Ripper Commercial Mix)	4:25
5. "OMG" (Gucci Mane Remix) 4:18

- EP OMG - The Remix[3]

1. "OMG" (Cory Enemy Club Mix) - 5:51
2. "OMG" (Cory Enemy Dub Mix) - 5:51
3. "OMG" (Kovas Ghetto Beat Mix) - 5:34
4. "OMG" (Don Vito 2 The Left Mix) - 4:11
5. "OMG" (Disco Fries Extended Mix) - 6:38
6. "OMG" (Instrumental Version) - 4:29

## Xếp hạng và chứng nhận
| Bảng xếp hạng (2010)                     | Vị trí cao nhất |
| ---------------------------------------- | --------------- |
| Úc (ARIA)                                | 1               |
| Áo (Ö3 Austria Top 40)                   | 41              |
| Bỉ (Ultratop 50 Flanders)                | 10              |
| Bỉ (Ultratop 50 Wallonia)                | 16              |
| Brazil (Billboard) Hot 100 Airplay       | 37              |
| Brazil (Billboard) Hot Pop Songs         | 14              |
| Canada (Canadian Hot 100)                | 2               |
| Cộng hòa Séc (Rádio Top 100)             | 17              |
| Đan Mạch (Tracklisten)                   | 21              |
| Hà Lan (Single Top 100)                  | 39              |
| Châu Âu Hot 100 Singles (Billboard)      | 6               |
| Pháp Download (SNEP)                     | 16              |
| Đức (GfK)                                | 27              |
| Hungary (Rádiós Top 40)                  | 40              |
| Ireland (IRMA)                           | 1               |
| Nhật Bản (Japan Hot 100)                 | 11              |
| New Zealand (Recorded Music NZ)          | 1               |
| Thụy Điển (Sverigetopplistan)            | 28              |
| Slovakia (Rádio Top 100)                 | 9               |
| Thụy Sĩ (Schweizer Hitparade)            | 38              |
| Anh Quốc (OCC)                           | 1               |
| Anh Quốc R&B (OCC)                       | 1               |
| Hoa Kỳ Billboard Hot 100                 | 1               |
| Hoa Kỳ Dance Club Songs (Billboard)      | 3               |
| Hoa Kỳ Hot R&B/Hip-Hop Songs (Billboard) | 3               |
| Hoa Kỳ Hot Latin Songs (Billboard)       | 23              |
| Hoa Kỳ Pop Airplay (Billboard)           | 2               |

| Bảng xếp hạng (2011) | Vị trí cao nhất |
| -------------------- | --------------- |
| Pháp (SNEP)          | 69              |

| Bảng xếp hạng (2010)                     | Vị trí |
| ---------------------------------------- | ------ |
| Australian Singles Chart                 | 2      |
| European Hot 100 Singles                 | 49     |
| Canadian Hot 100                         | 13     |
| UK Singles (The Official Charts Company) | 4      |
| US Billboard Hot 100                     | 5      |
| US Hot Dance Club Songs                  | 11     |
| US Hot R&B/Hip-Hop Songs                 | 29     |
| US Hot Latin Songs                       | 55     |
| US Pop Songs                             | 14     |

| Quốc gia    | Chứng nhận  |
| ----------- | ----------- |
| Úc          | 5x Bạch kim |
| Canada      | 2x Bạch kim |
| New Zealand | Bạch kim    |

## Lịch sử phát hành
| Khu vực                  | Ngày                 |
| ------------------------ | -------------------- |
| Liên hiệp Anh            | 22 tháng 3 năm 2010  |
| Úc                       | 16 tháng 4 năm 2010  |
| Hoa Kỳ - Radio thành thị | 11 tháng 5 năm 2010. |
| Đức                      | 14 tháng 5 năm 2010  |